# Mesek
Mesek (hebreiska meschek, Septuaginta mosoch) var enligt folktavlan Första Moseboken 10:2 en jafetitisk folkstam, som sedan ofta omtalas i Gamla Testamentet och gärna ställs i förbindelse med ett annat folk, tubal, tibarenerna. Profeten Hesekiel omtalar dem som ett krigiskt folk i norr, vilka även handlade med slavar och kopparvaror (Heseikel 27:13; 32:26). Det torde ha motsvarat de gamla moskerna, vilka av Herodotos omtalas jämte tibarenerna och synes ha bott vid sydöstra kusten av Svarta havet.